# 소니 레이첼 UI
소니 레이첼 UI(Rachael UI)는 소니 모바일 커뮤니케이션 스마트폰에 적용된 사용자 환경이다. 소니 모바일 커뮤니케이션(당시 소니 에릭슨)의 윈도우 모바일 스마트폰 엑스페리아 X3 레이첼의 이름에서 따온 이름이다. 다른 말로 소니 모바일의 스마트폰 이름을 따와서 엑스페리아 UI라고도 부른다.

## 개요
초창기에는 소니 모바일(당시 소니 에릭슨)의 윈도 모바일폰 엑스페리아 X3(레이첼)에 처음으로 적용되기 시작했다. 윈도 모바일의 기본화면과는 달리 아이폰처럼 아래의 아이콘 독을 가지고 있었고, 앱 서럽도 가로로 스크롤되었다. 또한 이 UI의 대표적 위젯인 타임스케이프(Timescape)는 연결된 SNS계정, 전화, 문자 기록 등을 쪽지 같은 곳에 기록하는 위젯으로 한 장면을 선택해서 메시지를 보낸 사람의 다른 메시지 등을 볼 수 있다. 다른 위젯인 미디어스케이프(Mediascape)는 휴대폰의 동영상, 음악, 사진 등을 통합적으로 재생, 관리할 수 있는 위젯이다. 이것은 윈도 모바일 휴대전화 뿐 아니라 안드로이드 휴대전화인 엑스페리아 X10에서도 적용된다. 그밖에 푸른 배경에 반투명 효과를 주는 위젯 등의 디자인적 특징도 있었다.
이후 엑스페리아 X10이 안드로이드 OS 2.1로 업그레이드 된 이후에는 데이터를 백업하거나 복원할 수 있는 앱을 추가했고, 잠금화면도 안드로이드 OS의 기본 잠금 형식처럼 잠금화면에서 무음 설정이 가능해졌다. 잠금 해제 방식은 자물쇠 아이콘을 오른쪽으로 스크롤해 잠금해제하는 방식이다. 또한 표준 안드로이드와는 달리 홈 화면의 장면수는 5개로 고정되어 있다. 엑스페리아 X10 미니에서는 작은 화면에 맞게 네 귀퉁이에 아이콘을 배치하고 이곳을 클릭하여 앱을 실행할 수 있게 했다.
엑스페리아 아크에서는 아이폰과 유사하게 홈 화면에 아이콘을 겹쳐서 폴더를 만들 수 있게 되었다. 또한 헤드폰이나 스피커를 3.5mm 단자에 연결할 때 자동으로 음악을 실행하게 설정할 수 있게 도와주는 라이브웨어(LiveWare)가 추가되었다. 홈스크린을 줌 아웃하면 단순히 화면을 축소해서 보이지 않고 각 장면에 있는 위젯들만 보여준다. 소니에릭슨이 소니모바일로 바뀌면서 내놓은 제품인 엑스페리아 S와 NXT 단말기군에서는 기본 홈 화면이 검은색 배경에 하얀색 곡면이 있는 그림으로 변경되었다. 또한  OS 2.3으로 출시되었지만 OS 4.0의 기본특징인 데이터 사용량 관리와 카메라 촬영시 짧은 셔터랙을 지원한다.
OS 4.0으로 업그레이드된 단말기도 안드로이드 표준처럼 앱 서랍에 위젯 모음을 배치하지 않았으며, 대신 홈 화면의 빈 곳을 길게 누르면 아래에 상태바가 나타나서 위젯과 배경화면을 바꿀 수 있는 옵션을 제공한다. 또한 잠금화면에서 카메라 이외 다른 앱을 바로 실행할 수 있는 옵션을 제공하며, 상단 알림도 터치위즈처럼 몇 개의 기능을 토글할 수 있는 기능을 제공한다. 작업관리자를 실행하면 몇 개의 앱을 팝업창 형태로 실행할 수 있는 스몰 앱(Small App) 옵션을 제공한다.

## 적용 모델
- 윈도 모바일 모델
  - 엑스페리아 X3 레이첼
  - 엑스페리아 X8

- 안드로이드 OS 모델 (일반버전)
  - 엑스페리아 X10
  - 엑스페리아 아크
  - 엑스페리아 플레이
  - 엑스페리아 네오
  - 엑스페리아 아크 S
  - 엑스페리아 네오 V
  - 엑스페리아 레이

- 안드로이드 OS 모델(NXT 디자인 적용 이후)
  - 엑스페리아 S
  - 엑스페리아 P
  - 엑스페리아 U
  - 엑스페리아 아이온(ion)
  - 엑스페리아 고(Go)
  - 엑스페리아 미로(Miro)
  - 엑스페리아 티포(Tipo)
  - 엑스페리아 GX (일본 전용모델)
  - 엑스페리아 SX (일본 전용모델)
  - 엑스페리아 T
  - 엑스페리아 TX
  - 엑스페리아 V
  - 엑스페리아 J
  - 엑스페리아 E
  - 엑스페리아 Z
  - 엑스페리아 ZL

- 안드로이드 OS 모델 (미니버전) - 아래의 앱 서랍에 하단 앱 독이 없으며 대신 꼭짓점 부분에 앱 독이 존재한다. 화면이 작은 스마트폰을 위한 UI이다.
  - 엑스페리아 X10 미니
  - 엑스페리아 X10 미니 프로
  - 엑스페리아 미니
  - 엑스페리아 미니 프로

- 안드로이도 OS 태블릿 모델
  - 소니 태블릿 S
  - 소니 태블릿 P
  - 엑스페리아 태블릿 S
  - 엑스페리아 태블릿 Z

## 같이 보기
- 소니
- 소니 모바일 커뮤니케이션
- 다른 안드로이드 기기 제조사들의 UI
  - 삼성 터치위즈
  - HTC 센스
  - 모토블러 - 모토로라
  - 델 스테이지 UI
  - LG 옵티머스 UI
  - 팬택 플럭스
  - KT테크 테이크 UI
  - 샤프 필 UX
  - 화웨이 이모션 UI
  - MIUI
  - NTT도코모 팔레트 UI